# Slaget vid Abu Tellul
Slaget vid Abu Tellul inträffade 14 juli 1918 i samband med första världskriget. Slaget skedde vid byn Abu Tellul i Palestina, nordöst om Jeriko och nära floden Yarkan. Osmanska och tyska trupper drabbade samman med brittiska förband (från Australien och Nya Zeeland) under Edmund Allenbys befäl. Britterna gick segrande ur slaget.